# 阿拉瓜里
阿拉瓜里是巴西米纳斯吉拉斯州的一个市镇。总面积2731.632平方公里，总人口110334人，人口密度40.4人/平方公里。